# Theo Bücker
Johannes Theodor "Theo" Bücker (ur. 10 lipca 1948 w Bestwig) – niemiecki piłkarz występujący na pozycji pomocnika, a także trener.

## Kariera piłkarska
Bücker karierę rozpoczynał w 1968 roku w SuS Hüsten 09. W 1969 roku został zawodnikiem Borussii Dortmund, występującej w Bundeslidze. Zadebiutował w niej 30 sierpnia 1969 w przegranym 1:2 meczu z Rot-Weiß Oberhausen, a 15 sierpnia 1970 w wygranym 3:0 pojedynku z Arminią Bielefeld strzelił swojego pierwszego gola w Bundeslidze. W sezonie 1971/1972 wraz z Borussią spadł do Regionalligi.
W 1973 roku Bücker przeszedł do MSV Duisburg, grającego w Bundeslidze. Jego barwy reprezentował przez pięć sezonów. Następnie spędził trzy sezony w saudyjskim Ittihad.
W 1981 roku wrócił do Niemiec, gdzie został zawodnikiem klubu FC Schalke 04 z 2. Bundesligi. W sezonie 1981/1982 awansował z nim do Bundesligi, jednak w kolejnym spadł z powrotem do 2. Bundesligi. W 1984 roku zakończył karierę.
W Bundeslidze Bücker rozegrał 235 spotkań i zdobył 46 bramek.

## Kariera trenerska
Bücker karierę rozpoczął w 1999 roku jako trener zespołu SV Meppen, grającego w Regionallidze. Prowadził go do końca sezonu 1999/2000. Następnie objął stanowisko selekcjonera reprezentacji Libanu. Prowadził ją w eliminacjach Mistrzostw Świata 2002, na które nie wywalczyła jednak awansu.
Potem trenował egipskie zespoły Ismaily, Zamalek oraz Al-Masry, dwukrotnie saudyjski Al-Wehda Club Mekka, libijski Al-Ahly Trypolis, libański Al-Ahed oraz od 2011 roku ponownie reprezentację Libanu. Po niezakwalifikowaniu się tej drużyny na Mistrzostwa Świata, przestał być jej selekcjonerem.
Następnie Bücker prowadził saudyjski Ettifaq, libański Nejmeh oraz emirackie kluby Dibba Fudżajra i Emirates Club.